# CETME Ameli
CETME Ameli (abbreviato dalla lingua spagnola Ametralladora ligera o mitragliatrice leggera) è una mitragliatrice leggera da 5,56 mm progettata per l'esercito spagnolo (Ejército de Tierra) dal Centro de Estudios Técnicos de Materiales Especiales (CETME) di proprietà e gestito a livello nazionale istituto di ricerca sulle armi (fondato dal governo spagnolo nel 1950).